# Rhynchosteres brunigaster
Rhynchosteres brunigaster är en stekelart som beskrevs av Fischer 1965. Rhynchosteres brunigaster ingår i släktet Rhynchosteres och familjen bracksteklar. Inga underarter finns listade i Catalogue of Life.